# Autoroute A9 (Portugal)
Pour les articles homonymes, voir Autoroute A9.
L'autoroute portugaise A9 également appelée CREL (Circulaire Régionale Extérieure de Lisbonne) relie l'ouest de Lisbonne au niveau du Stade National à Alverca do Ribatejo en passant notamment à proximité de Queluz et de Loures.

## Présentation
L'A9 permet de le contournement de Lisbonne et relie entre elles les autoroutes: 
, , ,  et .
Sa longueur est de 35 kilomètres.

## Péage
Cette autoroute est payante (concessionnaire: Brisa). Un trajet Queluz-Alverca do Ribatejo pour un véhicule léger coûte 2,95 €.

## Historique des tronçons
| Tronçon                      | État                 | km  |
| ---------------------------- | -------------------- | --- |
| Stade National - Queluz      | En service (1994)    | 3,4 |
| Queluz - Alverca do Ribatejo | En service (09/1995) | 31  |

## Trafic
| Section                  | Trafic en 2010 (véhicules/jour) |
| ------------------------ | ------------------------------- |
| Stade National - Queluz  | 34640                           |
| Queluz -                 | 34808                           |
| - Pontinha               | 41348                           |
| Pontinha - Odivelas      | 24736                           |
| Odivelas -               | 26863                           |
| - São Julião do Tojal    | 22378                           |
| São Julião do Tojal -    | 14152                           |
| - Alverca do Ribatejo () | 8764                            |

## Capacité
| Section                       | Capacité | Longueur |
| ----------------------------- | -------- | -------- |
| Queijas - Alverca do Ribatejo |          | 35 km    |

## Itinéraire

Carte de l'A9

| Sorties                              | Villes                                           |
| ------------------------------------ | ------------------------------------------------ |
| 01                                   | Stade National Lisbonne Cascais                  |
| 02                                   | Queluz Sintra                                    |
| Péage de Queluz                      |                                                  |
| Aire de service de Crel Sud (km 6)   |                                                  |
|                                      | Sintra-Cascais                                   |
| Début du tronc commun avec l'A16     |                                                  |
| 03                                   | Pontinha                                         |
| Fin du tronc commun avec l'A16       |                                                  |
| 04                                   | Odivelas IC 22                                   |
| Aire de service de Crel Nord (km 22) |                                                  |
| 05                                   | Loures Torres Vedras                             |
| 06                                   | São Julião do Tojal                              |
| 07                                   | Arruda dos Vinhos - Carregado                    |
| Péage de Alverca                     |                                                  |
| 08                                   | Alverca do Ribatejo Lisbonne Vila Franca de Xira |